# Municipio de Austin (Misuri)
El municipio de Austin (en inglés: Austin Township) es un municipio ubicado en el condado de Cass en el estado estadounidense de Misuri. En el año 2010 tenía una población de 2096 habitantes y una densidad poblacional de 15,82 personas por km².

## Geografía
El municipio de Austin se encuentra ubicado en las coordenadas 38°30′56″N 94°19′14″O / 38.51556, -94.32056. Según la Oficina del Censo de los Estados Unidos, el municipio tiene una superficie total de 132.47 km², de la cual 131.37 km² corresponden a tierra firme y (0.83%) 1.1 km² es agua.

## Demografía
Según el censo de 2010, había 2096 personas residiendo en el municipio de Austin. La densidad de población era de 15,82 hab./km². De los 2096 habitantes, el municipio de Austin estaba compuesto por el 96.04% blancos, el 0.52% eran afroamericanos, el 0.86% eran amerindios, el 0.38% eran asiáticos, el 0.14% eran isleños del Pacífico, el 0.86% eran de otras razas y el 1.19% pertenecían a dos o más razas. Del total de la población el 1.77% eran hispanos o latinos de cualquier raza.